# Humberto Taborda
Humberto Pablo Taborda (Río Tercero; 1 de septiembre de 1942-3 de junio de 2008) es un exfutbolista argentino que se desempeñaba como volante; formó parte del Club Atlético Talleres a lo largo de su carrera profesional aunque tuvo un breve paso por Boca Juniors.

## Trayectoria

### Talleres
Humberto Pablo Taborda surgió de las divisiones inferiores de Talleres y empezó a jugar desde muy chico. Vivió y creció al influjo de la institución de Barrio Jardín. Comenzó en las inferiores. Trepó hasta los planos más destacados del plantel profesional del club cordobés, y un día llegó a la Capital Federal para tentar fortuna en uno de los grandes: lo esperaba Boca Juniors.
Humberto y consiguió debutar en el primer equipo el 19 de abril de 1959. Es considerado uno de los máximos ídolos de la institución cordobesa, jugando un total de 236 partidos oficiales convirtiendo 53 goles. Estuvo en uno de los mejores Talleres que se recuerde, en 1960  el equipo perdió solo un partido de 27, ganando 22 de ellos; fue una máquina de ganar en Córdoba y obtuvo los cuatro torneos oficiales que la Liga Cordobesa puso en juego. El primero fue el Preparación en donde terminó invicto.

### Boca
El pase se realizó cuando apenas tenía 17 años. Jugó su primer campeonato en la Tercera boquense allá por 1961, después las demás divisiones. Tuvo un breve paso por Boca Juniors en 1961, disputó su primer partido oficial con los Xeneizes el 17 de agosto de 1961 y el último el 3 de septiembre de 1961, alcanzó a disputar solo 3 partidos oficiales y convirtió 2 goles.

## Muerte
Humberto "Cacho" Taborda falleció 3 de junio de 2008, a los 65 años, víctima de un accidente cerebrovascular.  Se encontraba internado hace varios días en una clínica de la capital cordobesa, pero en las últimas horas su corazón no resistió.

## Clubes
Humberto formó parte de los siguientes equipos:
| Club                    | País      | Año         |
| ----------------------- | --------- | ----------- |
| Talleres                | Argentina | 1959 - 1961 |
| Boca Juniors            | Argentina | 1961 - 1962 |
| Sportivo Italiano       | Argentina | 1962 - 1964 |
| Temperley               | Argentina | 1964 - 1966 |
| Talleres                | Argentina | 1966 - 1969 |
| Independiente Rivadavia | Argentina | 1969 -1970  |
| Talleres                | Argentina | 1970 -1975  |